# Temnora scheveni
Temnora scheveni là một loài bướm đêm thuộc họ Sphingidae. Loài này có ở Tanzania, Uganda và Rwanda.
Chiều dài cánh trước khoảng 22–23 mm. Nó gần giống loài Temnora pseudopylas pseudopylas but larger và very much darker. 